# Viva el amor! (Paola & Chiara)
Viva el amor! è un singolo del duo musicale italiano Paola & Chiara, pubblicato nel 2000 come terzo estratto dal terzo album in studio Television.

## Descrizione
Settima traccia del terzo album in studio del duo, Television, il brano debuttò nella top-ten della classifica italiana dei singoli nel gennaio 2001. Ebbe molto successo in Italia e anche in Europa, diventando così tormentone dell'estate 2001. La canzone è stata tradotta anche in spagnolo (Viva) e in inglese (Viva el amor!), entrambe dai buoni riscontri internazionali.
Viva el amor! è diventata la canzone simbolo del gay pride 2001, che si è svolto a Milano. La canzone è stata inoltre utilizzata nel programma Mai dire Martedì come nuova colonna sonora della parodia Sensualità a corte nell'edizione del 2008.

## Video musicale
Il video musicale della canzone è stato girato dal regista Alberto Colombo in una discoteca di Milano Marittima e ritrae il duo ballare tra la folla mentre canta il brano.

## Tracce
CD Italia
1. Viva el amor! (Rapino Brothers Rmx Edit) – 3:36
2. Viva el amor! (Album Version) – 3:25
3. Amoremidai (Farolfi Rmx Extended) – 4:58
4. Viva el amor! (Rapino Brothers Rmx Instrumental) – 6:41

CD Regno Unito
1. Viva el amor! (English Version Radio Edit) – 3:31
2. Viva el amor! (Italian Album Version) – 3:25

CD Germania
1. Viva el amor! (Radio Edit) – 3:47
2. Viva el amor! (Ibiza @ MiltonKeynes.com 12") – 6:40
3. Viva el amor! (Extended 12") – 6:41
4. Viva el amor! (Milton Keynes Mix) – 6:41

CD Spagna
1. Viva (Spanish Version) – 3:47
2. Viva el amor! (English Version) – 3:47
3. Viva el amor! (Italian Album Version) – 3:25

## Formazione
- Paola Iezzi – voce
- Chiara Iezzi – voce
- Roberto Baldi – tastiere, pianoforte, programmazione
- Paolo Costa – basso
- The London Session Orchestra – archi
- Gavyn Wright – primo violino
- Will Malone – direzione archi

## Classifiche
| Classifica (2001) | Posizione massima |
| ----------------- | ----------------- |
| Germania          | 74                |
| Italia            | 8                 |
| Polonia           | 18                |
| Svizzera          | 63                |

## Altre versioni
Il brano viene nuovamente inciso nel 2023 in collaborazione con Ana Mena e incluso nella raccolta discografica del duo Per sempre.